# Bjarne Corydon

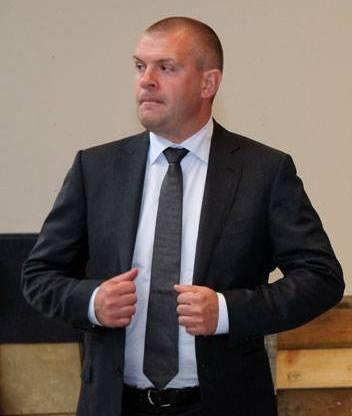
Bjarne Corydon (2013)

Bjarne Fog Corydon (* 1. März 1973 in Kolding) ist ein dänischer Politiker der Sozialdemokraten und war vom 3. Oktober 2011 bis zum 28. Juni 2015 Finanzminister in der Regierung von Ministerpräsidentin Helle Thorning-Schmidt.

## Leben
Corydon studierte Staatswissenschaften an der Universität Aarhus. 1992 wurde er Mitglied der Sozialdemokratischen Partei und 1996 Mitarbeiter im Büro der Sozialdemokraten im Europaparlament. Hier arbeitete er u. a. als Mutterschutzvertretung für die Büroleiterin Helle Thorning-Schmidt. Nach Abschluss seines Studiums 2000 wurde er Berater seiner Partei in wirtschaftspolitischen Fragen.
2005 wurde er zum Stabschef der Parteivorsitzenden Thorning-Schmidt und zum Leiter der Analyse- und Informationsabteilung in der Parteizentrale ernannt. In dieser Funktion war er neben Henrik Sass Larsen maßgeblich an der enger werdenden Zusammenarbeit von Sozialdemokraten und Socialistisk Folkeparti beteiligt. Er galt als enger politischer Vertrauter der Parteichefin.
Bei der Folketingswahl 2011 erhielt er einen Parlamentssitz und vertrat den Wahlkreis Sydjyllands Storkreds im Folketing. Vom 3. Oktober 2011 bis 3. Februar 2014 war Corydon Finanzminister der Regierung Thorning-Schmidt I und dann bis zum 28. Juni 2015 der Regierung Thorning-Schmidt II.
Am 22. Dezember 2015 gab Corydon bekannt, dass der sich aus der dänischen Politik zurückzieht, um einen Spitzenposten bei der Unternehmensberatungsfirma McKinsey anzunehmen.